# Miguel Gustavo
Miguel Gustavo   (Rio de Janeiro, 24 de març de 1922 - Rio de Janeiro, 22 de gener de 1972), de nom complet Miguel Gustavo Werneck de Sousa Martins, va ser un escriptor, periodista i compositor brasiler.
Nascut a Rio de Janeiro el 1922, va començar com a discjòquei de Radio Vera Cruz l'any 1941 i es va distingir com a compositor de jingles, a més d'haver compost èxits per a sambes i marchinhas.
El 1950, va continuar component jingles, entre els quals Casas da Banha, que va causar polèmica per haver utilitzat un extracte de la melodia Jesús, l'alegria dels homes de Johann Sebastian Bach.
El 1962 va compondre, amb Jorge Veiga, la cançó Brigitte Bardot (coneguda popularment com Brigitte Bardot-Bardot). Amb motiu de la Copa del Món de Futbol de 1970, va compondre l'himne Pra frente Brasil (és a dir, "Endavant Brasil") i la melodia es va convertir en un símbol de la Seleção i de l'ufanisme propagandista de la dictadura. El mateix any va compondre la cançó A saia, inspirada en Miriam Batucada.
Miguel Gustavo va morir l'any 1972, abans d'arribar als 50 anys, i està enterrat al cementiri de Caju.

## Més cançons
- 1952: Baião das Mulheres, Miguel Gustavo i João S. Guimarães[10]
- 1953: Baião do Chofer, Miguel Gustavo
- 1956: A Dança Do Didu, Miguel Gustavo
- 1956: Boate Tra La Lá, Miguel Gustavo
- 1957: A Dança do Bidú, Miguel Gustavo
- 1957: A Fúria Louca de Jean Pouchard, Miguel Gustavo
- 1957: A Menina Canta, Miguel Gustavo
- 1957: Bem Vindo Seja, Miguel Gustavo
- 1958: Brabuletas de Brasília, Miguel Gustavo, Altamiro Carrilho i Carrapicho
- 1959: Baião Triste, Altamiro Carrilho i Miguel Gustavo
- 1962: Bacardy Chá-chá-chá, Miguel Gustavo
- 1970: Bloco Da Lua, Luiz Reis i Miguel Gustavo
- 1970: Brasil Eu Adoro Você, Miguel Gustavo